# Shannon McIntosh
Shannon Lea McIntosh (* 1965 in Norman, Oklahoma) ist eine US-amerikanische Filmproduzentin. Bekannt wurde sie insbesondere durch ihre Zusammenarbeit mit Regisseur Quentin Tarantino.

## Leben
Zu Beginn ihrer Tätigkeit im Filmbereich war Shannon McIntosh an der Entwicklung von Dokumentarfilmen, Werbespots, Musikvideos, verschiedenen Public-Broadcasting-Service-Programmen, Schulungsvideos für Unternehmen und Filmen zur medizinischen Ausbildung beteiligt.
1992 begann ihre Arbeit bei der Produktions- und Verleihfirma Miramax der Brüder Bob und Harvey Weinstein, wo sie zuletzt über mehrere Jahre für Produktion, Postproduktion und Programmierung verantwortlich war. Anfangs entwickelte sie dort kurze Videodokumentationen und war später für die englischsprachigen Versionen der von Dimension Films (dem Miramax-Ableger für den Genrefilm-Bereich) in den USA veröffentlichten Hongkong-Actionfilme zuständig. Dazu zählten die Ende der 1990er Jahre herausgebrachten Jackie-Chan-Filme Dragon Lord (1982), Project A (1983) und Project A Part II (1987).
2005 verließen die Weinstein-Brüder Miramax und gründeten mit The Weinstein Company (TWC) ein neues Unternehmen. McIntosh, die bei Miramax inzwischen Executive Vice President für Rundfunk- und Videoproduktion und Postproduktion geworden war, wechselte zu TWC und wurde unter anderem 'Executive Vice President of Production' im Unternehmen. Ihre Verantwortung umfasste die Produktion, Postproduktion, Marketing, Werbung und Home Entertainment. Die Abteilung von McIntosh war für die Entwicklung, Erstellung und den Vertrieb aller zusätzlichen Sendematerialien für Marketing und Öffentlichkeitsarbeit zuständig. Die DVD-Produktion, einschließlich aller Aspekte der Inhaltsentwicklung, sowie die Versionierung von Filmen für alle Nebenmärkte wie TV- und Airline-Versionen, synchronisierte Versionen, Mastering, Vervielfältigung und On-Demand-Formatierung lagen ebenfalls in ihrem Zuständigkeitsbereich. Sie prägte die Arbeitsweise bei TWC maßgeblich mit.
Als Executive Producerin arbeitete sie an Quentin Tarantinos Filmen Death Proof (2007) und Django Unchained (2012). Seit 2012 arbeitet McIntosh als unabhängige Produzentin. Sie entwickelte zunächst die Low-Budget-Filme Mein Nachbar der Weihnachtsmann (2012) und Tusk (2014), bevor sie im Jahr 2015 erneut mit Tarantino bei seinem Film The Hateful Eight zusammenarbeitete.
Sie erhielt verschiedene Auszeichnungen für ihre Produktionen (einschließlich eines Golden Eagle und mehrerer Chicago Film Festival Intercom Awards) und ihr DVD-Bonusmaterial (einschließlich mehrerer DVDA Awards). Im Jahr 2019 folgte eine weitere Zusammenarbeit mit Tarantino an Once Upon a Time in Hollywood, der ihr bei der Oscarverleihung 2020 gemeinsam mit Tarantino und David Heyman eine Nominierung für den besten Film einbrachte.
Die in Los Angeles lebende McIntosh ist mit Jody Rath verheiratet und hat zwei Söhne.

## Filmografie (Auswahl)
Producer
- 1992: Titanica (Dokumentarfilm)
- 1999: Making Life Beautiful (Dokumentarfilm)
- 2012: Mein Nachbar der Weihnachtsmann (Angels Sing)
- 2014: Tusk
- 2015: The Hateful Eight
- 2016: Meet the Blacks
- 2019: Once Upon a Time in Hollywood
- 2021: The House Next Door
- 2021: Cinderella

Executive Producer
- 2007: Grindhouse
- 2007: Death Proof – Todsicher (Death Proof)
- 2012: Django Unchained